# Rode pijlstaartrog
De rode pijlstaartrog (Hemitrygon akajei) is een vis uit de familie van pijlstaartroggen (Dasyatidae), orde Myliobatiformes, die voorkomt in het noordwesten en het westen van de Grote Oceaan.

## Anatomie
De rode pijlstaartrog kan een lengte bereiken van 200 cm. De vis heeft geen zijlijn.

## Leefwijze
De rode pijlstaartrog is een zout- en brakwatervis die voorkomt in een tropisch klimaat. De diepte waarop de soort voorkomt is maximaal 10 m onder het wateroppervlak.
Het dieet van de vis bestaat hoofdzakelijk uit dierlijk voedsel, waaronder macrofauna.

## Relatie tot de mens
De rode pijlstaartrog is voor de visserij van aanzienlijk commercieel belang. De soort wordt tevens gevangen voor commerciële aquaria. Voor de mens is de rode pijlstaartrog giftig.
De soort staat als gevoelig op de Rode Lijst van de IUCN.